# Samuel Musabyimana
Samuel Musabyimana (ur. 6 lipca 1956, zm. 24 stycznia 2003) – rwandyjski duchowny anglikański, biskup diecezji Shyogwe (w prefekturze Gitarama), oskarżony o zbrodnie ludobójstwa.
W kwietniu 2001 został aresztowany i postawiony przed Międzynarodowym Trybunałem Karnym ds. Rwandy w Arushy (Tanzania). Oskarżono go o współudział w zbrodniach ludobójstwa na uchodźcach narodowości Tutsi dokonanych na terenie jego diecezji między kwietniem i lipcem 1994. Biskup, który po wydarzeniach w Rwandzie w 1994 wyjechał do Kenii i mieszkał w Nairobi, odrzucił oskarżenie Trybunału. Pozostawał w areszcie przez prawie dwa lata, nie dożył jednak rozpoczęcia procesu. Zmarł w szpitalu więziennym w Moshi.